# Алгома (округ)
Алгома (англ. Algoma District) — округ у провінції Онтаріо, Канада. Округ є переписним районом та адміністративною одиницею провінції. Найбільшим містом і адміністративним центром округу є місто Су-Сент-Марі (англ. Sault Ste. Marie, Ontario). Населення — 117 461 жит. (За переписом 2006 року). Алгома є одним з центрів видобутку урану в Канаді.

## Адміністративний поділ
До складу округу входять такі муніципальні утворення:
- 6 містечек, із них: 2 міста («сіті») — Су-Сент-Марі, й Елліот-Лейк (англ. Elliot Lake), й 4 «тауни» — Блайнд-Рівер (Онтаріо)|Блайнд-Рівер (англ. Blind River, Ontario), Брюс-Майнс(англ. Bruce Mines, Ontario), Спаніш (англ. Spanish, Ontario) й Тессалон (англ. Thessalon);

- 15 тауншіпів: Дюброїльвіль (англ. Dubreuilville), Гілтон (англ. Hilton, Ontario), Горнпейн (англ. Hornepayne, Ontario), Гурон-Шорз (англ. Huron Shores), Джослін (англ. Jocelyn, Ontario), Джонсон (англ. Johnson, Ontario), Лейрд (англ. Laird, Ontario), Макдональд, Мерідіт й Абердин, Аддишинал (англ. Macdonald, Meredith and Aberdeen Additional), Норт-Шор (англ. North Shore, Ontario), Пламмер Аддишинал (англ. Plummer Additional, Ontario), Прінс (англ. Prince, Ontario), Сент-Джозеф (англ. St. Joseph, Ontario), Тарбетт і Тарбет Аддишинал (англ. Tarbutt and Tarbutt Additional), Вава (англ. Wawa, Ontario) и Вайт-Рівер (англ. White River, Ontario);

- 1 село — Гілтон-Біч (англ. Hilton Beach)

- 2 міжселищні території — Північна Алгома (англ. Unorganized North Algoma District) й Південно-Східна Алґома (англ. Unorganized South East Algoma District);

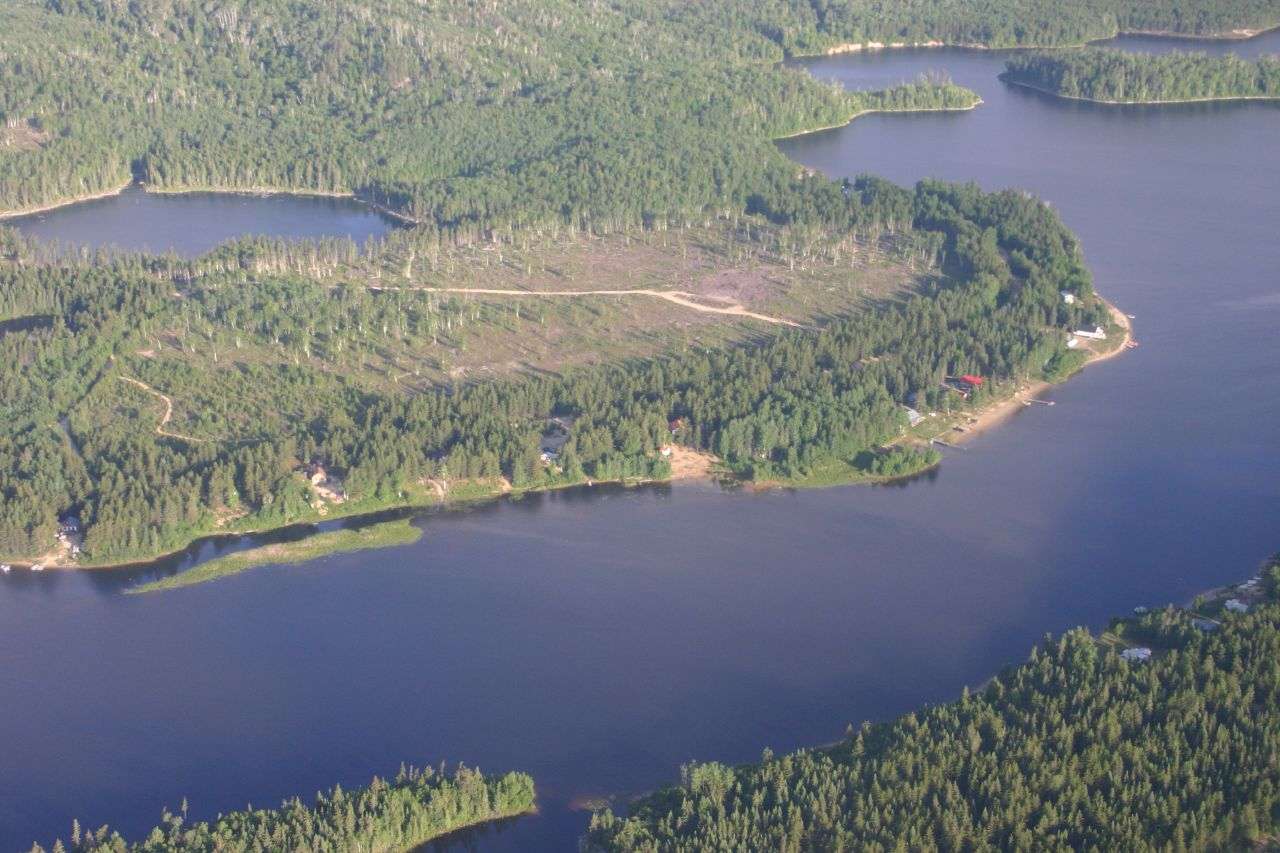
Мегпай (Magpie River (Ontario)).

- 9 індіанських територій: Гарден-Рівер 14 (англ. Garden River First Nation), Гулес-Бей, Місісаґа-Рівер 8 (англ. Mississauga First Nation), Пункт Ренкін 15Д (англ. Rankin Location 15D, Ontario), Грос-Кеп, Міссанабі, Сагамок, Серпент-Рівер і Тессалон.

## Населення
З приблизно 117 500 жителів, що населяють округ, 57185 становлять чоловіки і 60 270 — жінки. Середній вік населення — 45,0 років (проти 39,0 років в середньому по провінції). При цьому, середній вік чоловіків становить 44,4 років, а жінок — 45,5 (аналогічні показники по Онтаріо — 38,1 і 39,9 відповідно). На території округу зареєстровано 50 010 приватних житлових приміщень, що належать 34 945 сім'ям. Переважна більшість населення говорить англійською мовою. І французьку, і англійську мови (обидві разом) розуміють близько 12 % жителів округу.
Найбільше місто — Су-Сент-Марі (воно ж — адміністративний центр округу) — 74 948 чол. (трохи менше двох третин населення округу, за переписом 2006 року).

## Національні парки
На території округу розташовуються 37 національних і провінційних природних парків, у тому числі: Бачавана-Бей (англ. Batchawana Bay Provincial Park), Озеро Верхнє (англ. Lake Superior Provincial Park), річка Міссінайбі, Міссісаґі (англ. Mississagi Provincial Park), Пенкейк-Бей (англ. Pancake Bay Provincial Park) тощо.